# 크리스털 클리어
크리스털 클리어(Crystal Clear)는 앨리스터 코오번(Alistair Cockburn)에 의해 기술 된 크리스털 제품군의 구성원으로, 민첩하고 가벼운 방법론의 한 예로 간주된다.
크리스털 클리어는 생명이 중요하지 않은 시스템에서 작업하는 최대 6명 또는 8명의 공동 배치 소프트웨어 개발자 팀에 적용할 수 있다. 크리스털 방법론 제품군은 프로젝트 안전의 구성 요소로서 효율성 및 거주 가능성에 중점을 두고, 크리스털 클리어는 프로세스나 인공물이 아닌 사람들에게 초점을 맞춘다.